# Leonel Morales
Leonel Morales (ur. 2 września 1988 w Coripata) – boliwijski piłkarz występujący na pozycji obrońcy w boliwijskim klubie Blooming oraz w reprezentacji Boliwii. Znalazł się w kadrze na Copa América 2015.